# Marasettihalli, Arsikere
Marasettihalli là một làng thuộc tehsil Arsikere, huyện Hassan, bang Karnataka, Ấn Độ.